# A Regal Academy epizódjainak listája
A Regal Academy című amerikai televíziós animációs sorozat epizódjainak listája.

## Évados áttekintés
| Évad | Évad | Epizód | Eredeti sugárzás   | Eredeti sugárzás   | Amerikai sugárzás   | Amerikai sugárzás | Magyar sugárzás   | Magyar sugárzás     |
| Évad | Évad | Epizód | Évadpremier        | Évadfinálé         | Évadpremier         | Évadfinálé        | Évadpremier       | Évadfinálé          |
| ---- | ---- | ------ | ------------------ | ------------------ | ------------------- | ----------------- | ----------------- | ------------------- |
|      | 1    | 26     | 2016. május 21.    | 2016. november 15. | 2016. augusztus 13. | 2017. április 29. | 2017. március 15. | 2017. augusztus 20. |
|      | 2    | 26     | 2017. november 28. | 2018. október 8.   | 2017. november 5.   | 2018. május 27.   | 2018. május 6.    | 2018. szeptember 9. |

## Epizódok

### 1. évad (2016-2017)
| #   | Eredeti cím                             | Amerikai cím                   | Magyar cím                      | Eredeti premier      | Amerikai premier     | Magyar premier      |
| --- | --------------------------------------- | ------------------------------ | ------------------------------- | -------------------- | -------------------- | ------------------- |
| 1.  | La scuola delle favole                  | A School for Fairy Tales       | Tündérmesék iskolája            | 2016. május 21.      | 2016. augusztus 13.  | 2017. március 15.   |
| 2.  | La grande corsa dei draghi              | The Great Dragon Race          | A nagy sárkányfutam             | 2016. május 21.      | 2016. augusztus 20.  | 2017. április 2.    |
| 3.  | Un cigno nella palude                   | The Swan in Swamp Lake         | Mocsárszörny a Hattyú-tóban     | 2016. május 22.      | 2016. augusztus 27.  | 2017. április 9.    |
| 4.  | Astoria e la pianta di fagiolo          | Astoria and the Beanstalk      | Astoria és a paszulykaró vár    | 2016. május 22.      | 2016. szeptember 3.  | 2017. április 9.    |
| 5.  | Un matrimonio da favola                 | Fairytale Wedding              | Mesebeli esküvő                 | 2016. május 27.      | 2016. szeptember 10. | 2017. április 16.   |
| 6.  | Mistero al castello di Cenerentola      | Mystery at Cinderella Castle   | Rejtély a Hamupipőke kastélyban | 2016. május 28.      | 2016. szeptember 24. | 2017. április 16.   |
| 7.  | La nipote della principessa sul pisello | The Pea Princess Granddaughter | A borsóhercegnő álma            | 2016. szeptember 17. | 2016. október 1.     | 2017. április 23.   |
| 8.  | La vendetta                             | The Revenge                    | A bosszú                        | 2016. szeptember 18. | 2016. október 8.     | 2017. április 23.   |
| 9.  | L'attacco della strega Zenzero          | Attack of the Shortbread Witch | A linzerboszorkány támadása     | 2016. szeptember 19. | 2016. október 15.    | 2017. április 30.   |
| 10. | La collezione da favola di Rose         | Rose's Fairy Tale Collection   | Rose mesegyűjteménye            | 2016. szeptember 20. | 2016. október 22.    | 2017. április 30.   |
| 11. | Il ritorno del lupo cattivo             | The Bad Wolf's Great Fall      | A gonosz farkas nagy bukása     | 2016. szeptember 21. | 2016. október 29.    | 2017. május 7.      |
| 12. | Zucche e draghi                         | Pumpkinns and Dragons          | Tökök és sárkányok              | 2016. szeptember 22. | 2016. november 5.    | 2017. május 7.      |
| 13. | Il grande ballo                         | The Grand Ball                 | Mesebeli bál                    | 2016. szeptember 23. | 2016. november 12.   | 2017. május 14.     |
| 14. | Ventaglio di ferro                      | The Legendary IronFan          | Vaslegyező és Lingling          | 2016. október 20.    | 2017. január 14.     | 2017. július 9.     |
| 15. | Rose e il re dei draghi                 | Rose and the Dragon King       | Rose és a Sárkánykirály         | 2016. október 21.    | 2017. január 21.     | 2017. július 9.     |
| 16. | La canzone della strega del mare        | Song of the Sea Witch          | A szirén hangja                 | 2016. október 22.    | 2017. január 28.     | 2017. július 16.    |
| 17. | Hawk e le mele avvelenate               | Hawk and the Poisonedd Apples  | Hawk és a mérgezett alma        | 2016. október 23.    | 2017. február 4.     | 2017. július 16.    |
| 18. | Favole sulla Terra                      | Fairy Tales on Earth           | Kalandozás a földön             | 2016. október 23.    | 2017. február 11.    | 2017. július 23.    |
| 19. | La Maledizione del Capelli              | Hair Curse                     | Az elátkozott haj               | 2016. november 12.   | 2017. február 25.    | 2017. július 23.    |
| 20. | La Giornata del Genitori                | The Parents Day                | Szülők napja                    | 2016. november 12.   | 2017. március 4.     | 2017. július 30.    |
| 21. | Magia Scimmiesca                        | Monkey Magic                   | Majom varázs                    | 2016. november 13.   | 2017. március 18.    | 2017. július 30.    |
| 22. | Il festival dei fiori                   | Flowerpocalypse                | Virág apokalipszis              | 2016. október 24.    | 2017. március 25.    | 2017. augusztus 6.  |
| 23. | Danza al Chiaro di Luna                 | Swan Dancing with the Stars    | Hattyútánc a parketten          | 2016. november 14.   | 2017. április 8.     | 2017. augusztus 6.  |
| 24. | Il Duello del Draghi                    | The Dragon Duel                | Sárkányolimpia                  | 2016. november 14.   | 2017. április 15.    | 2017. augusztus 13. |
| 25. | La Caduta del Guardiani                 | Fall of the Guardians          | A sárkánypárbaj                 | 2016. november 15.   | 2017. április 22.    | 2017. augusztus 13. |
| 26. | La Terribile Vicky                      | Vicky the Villain              | Vicky, a gonosztevő             | 2016. november 15.   | 2017. április 29.    | 2017. augusztus 20. |

### 2. évad (2017-2018)
| #   | #   | Eredeti cím                         | Amerikai cím                    | Magyar cím              | Eredeti premier      | Amerikai premier   | Magyar premier      |
| --- | --- | ----------------------------------- | ------------------------------- | ----------------------- | -------------------- | ------------------ | ------------------- |
| 27. | 1.  | PomPom!                             | PomPoms                         | Pajkos pöttömök         | 2017. november 28.   | 2017. november 5.  | 2018. május 6.      |
| 28. | 2.  | La bella è la bestia                | Beauty is the Beast             | Szörnyű szépség         | 2017. november 29.   | 2017. november 12. | 2018. május 6.      |
| 29. | 3.  | La fiera della magia                | The Magic Fair                  | Kalandos kiállítás      | 2017. november 30.   | 2017. november 19. | 2018. május 13.     |
| 30. | 4.  | Specchi impazziti                   | Mirror Madness                  | Tükröm, tükröm          | 2017. december 1.    | 2017. december 3.  | 2018. május 13.     |
| 31. | 5.  | La moglie del Gigante               | The Giant's Wife                | Óriási csetepaté        | 2017. december 2.    | 2017. december 10. | 2018. május 20.     |
| 32. | 6.  | Alla ricerca di Pinocchio           | Searching for Pinocchio         | Pinokkió nyomában       | 2017. december 3.    | 2017. december 17. | 2018. május 20.     |
| 33. | 7.  | La rana cattiva                     | The Frog Villain                | Békaharamia             | 2017. december 4.    | 2018. január 7.    | 2018. május 27.     |
| 34. | 8.  | Nella foresta incantata             | Into the Enchanted Forest       | Az elvarázsolt erdőben  | 2017. december 5.    | 2018. január 14.   | 2018. május 27.     |
| 35. | 9.  | Il ballo in maschera                | The Masquerade Ball             | Az álarcosbál           | 2017. december 6.    | 2018. január 21.   | 2018. június 3.     |
| 36. | 10. | Il guerriero ombra                  | The Shadow Warrior              | A harcias árny          | 2017. december 7.    | 2018. január 28.   | 2018. június 3.     |
| 37. | 11. | La gara dei principi                | Princely Competition            | Hercig hercegek         | 2017. december 8.    | 2018. február 4.   | 2018. június 10.    |
| 38. | 12. | Il Nerodrago                        | The Dark Dragon                 | Az ártány sárkány       | 2017. december 9.    | 2018. február 11.  | 2018. június 10.    |
| 39. | 13. | Un giorno alla Merlin Academy       | A Day at Merlin Academy         | Akadémia akadályokkal   | 2017. december 10.   | 2018. február 18.  | 2018. június 17.    |
| 40. | 14. | La parata regale                    | The Regal Parade                | Tündérkarnevál          | 2018. szeptember 26. | 2018. február 25.  | 2018. július 29.    |
| 41. | 15. | Un'avventura da sirena              | A Mermaid's Tale                | A kis hableány meséje   | 2018. szeptember 27. | 2018. március 4.   | 2018. július 29.    |
| 42. | 16. | Festa addormentata                  | The Sleepover                   | A házibuli              | 2018. szeptember 28. | 2018. március 11.  | 2018. augusztus 5.  |
| 43. | 17. | La sfida della torre                | Test of the Tower               | A toronyteszt           | 2018. szeptember 29. | 2018. március 18.  | 2018. augusztus 5.  |
| 44. | 18. | La strega mutaforma                 | The Shapeshifting Witch         | Az alakváltó boszi      | 2018. szeptember 30. | 2018. március 25.  | 2018. augusztus 12. |
| 45. | 19. | Il ritorno di Ruby                  | Ruby Returns                    | Ruby visszatér          | 2018. október 1.     | 2018. április 1.   | 2018. augusztus 12. |
| 46. | 20. | Matrimonio in arrivo                | A Fairy Tale Wedding            | Az esküvő               | 2018. október 2.     | 2018. április 15.  | 2018. augusztus 19. |
| 47. | 21. | L'effetto della mezzanotte          | The Midnight Effect             | Az éjfél hatás          | 2018. október 3.     | 2018. április 22.  | 2018. augusztus 19. |
| 48. | 22. | Natale nella terra delle favole     | Christmas in the Fairytale Land | Karácsony Meseországban | 2018. október 4.     | 2018. április 29.  | 2018. augusztus 26. |
| 49. | 23. | L'arcobaleno magico                 | Rainbow Magic                   | Szivárvány varázs       | 2018. október 5.     | 2018. május 6.     | 2018. augusztus 26. |
| 50. | 24. | La trappola della regina delle nevi | The Snow Queen's Trap           | A Hókirálynő csapdája   | 2018. október 6.     | 2018. május 13.    | 2018. szeptember 2. |
| 51. | 25. | Rose nel paese delle meraviglie     | Rose in Wonderland              | Rose Csodaországban     | 2018. október 7.     | 2018. május 20.    | 2018. szeptember 2. |
| 52. | 26. | Il regno delle nevi                 | The Snow Kingdom                | A Hókirályság           | 2018. október 8.     | 2018. május 27.    | 2018. szeptember 9. |